# Chiesa di Santa Maria del Carmine (Guardiagrele)
La chiesa di Santa Maria del Carmine si trova in via Modesto Della Porta a Guardiagrele, in provincia di Chieti.

## Storia e descrizione

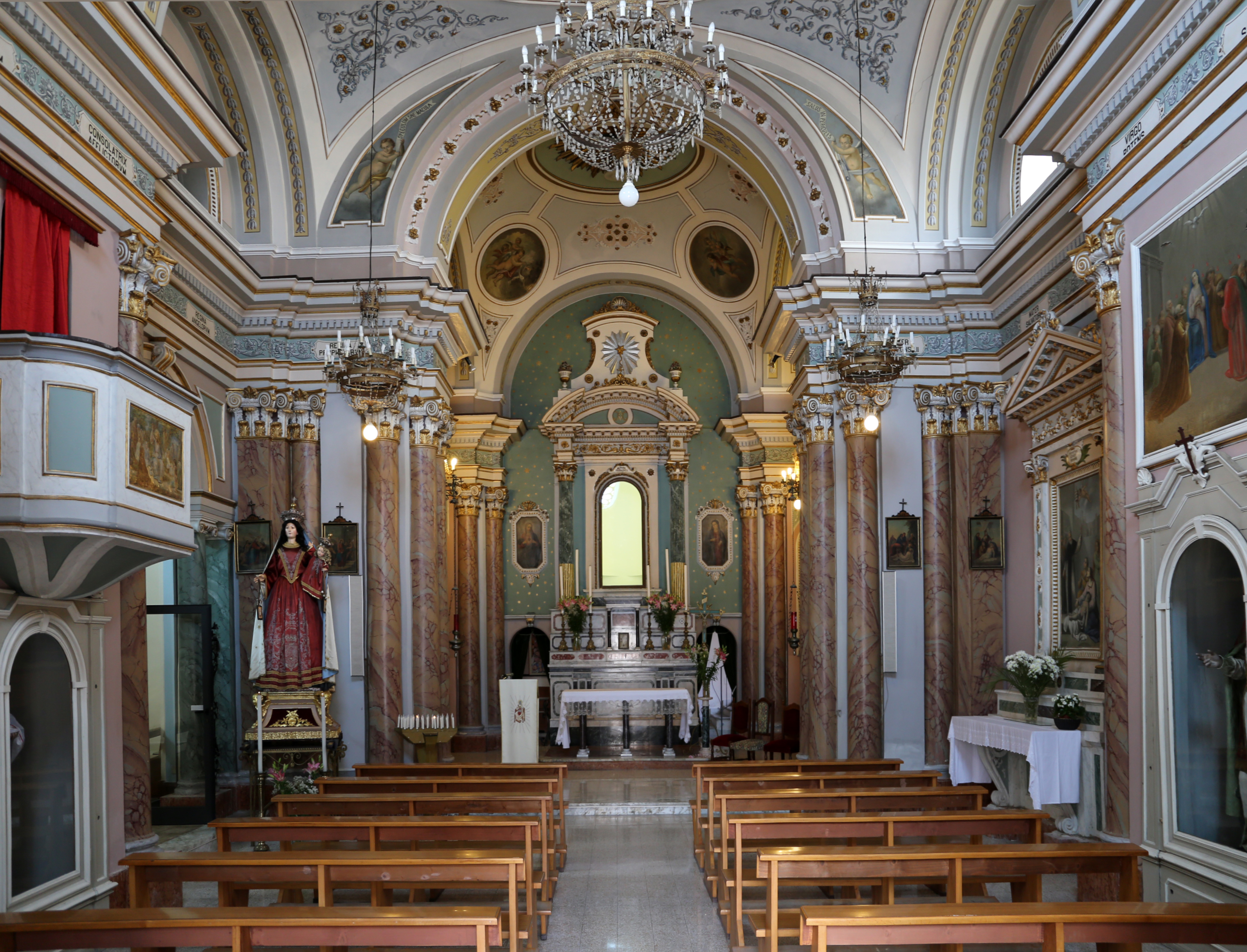
L'interno della chiesa

### Il monastero di San Pietro Celestino
La chiesa del Carmine trae origini dal dismesso e demolito monastero di San Pietro dei Celestini in Via Della Porta (ex via Cavalieri). In Guardiagrele il monastero dei Celestini fu eretto nelle vicinanze di Porta Orientale, grazie alle donazioni di Vinciguerra di Guardia del 1313; il monastero dipendeva dalla Casa Madre della Badia Morronese di Sulmona. Nel '400 il monastero fu restaurato, come indica una iscrizione presso la torre dell'ex monastero, con il giglio angioino di Renato d'Angiò signore di Napoli. Il monastero fu usato anche come Sedile per le riunioni del Consiglio di Guardiagrele. Il monastero decadde intorno al 1708, nella Visita di Mons. Vincenzo Capece di Chieti, la chiesa necessitava di varie opere di restauro, e viene citata per la prima volta la cappella della Madonna del Carmine, citata anche nella Visita di Mons. Michele de Palma di Chieti del 1748; tuttavia i lavori non vennero eseguiti, e la chiesa andò sempre più in malora, eccettuata la cappella del Carmine, come menzionato nelle Visite del 1766, poi del 1804 di Mons. Saverio Bassi, poi quella del 1825 di Carlo Maria Cernelli, quella di Giosuè Saggese del 1841.
Nella Visita, si citano l'altare maggiore di San Pietro, la cappella laterale del Carmine, le statue di San Giustino (in realtà San Biagio) e San Mauro. Dopo che l'Ordine dei Celestini fu soppresso con le leggi piemontesi, i confratelli del Carmine presero in mano le redini della chiesa di San Pietro, e nel 1883 provvidero a ristrutturarla ampiamente.

### La chiesa della Madonna del Carmine

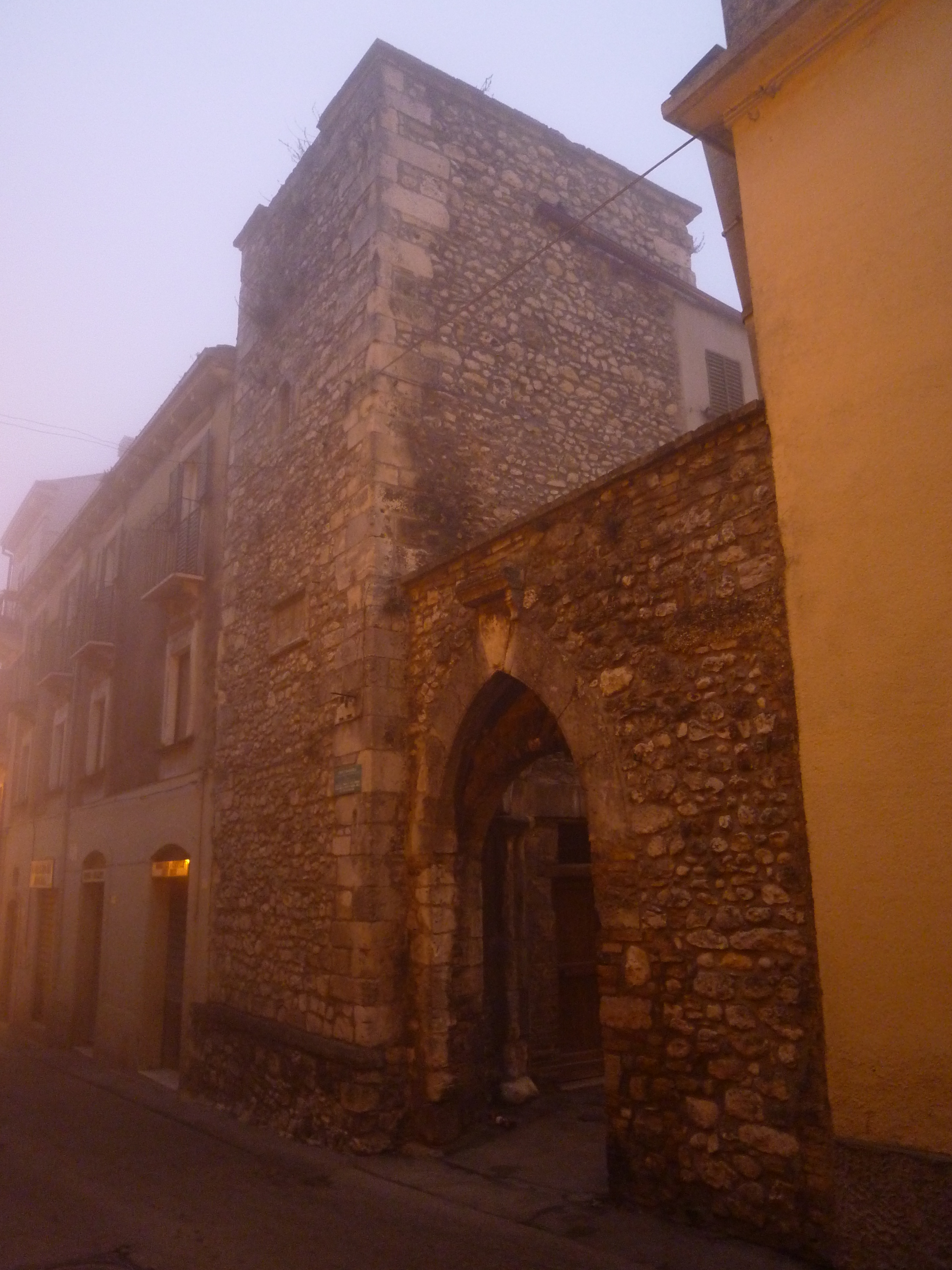
La Torre dell'ex monastero di San Pietro Celestino

L'aspetto con cui oggi è visibile l'edificio è frutto dei radicali interventi di ristrutturazione operati agli inizi del Novecento, che hanno riguardato i resti dell'antico convento celestiniano. I lavori di ricostruzione della chiesa iniziarono nel 1869 a spese della Congrega del Carmine, e terminarono nel 1906. Il completamento della facciata avvenne nel 1919, come ricorda l'iscrizione latina, le ante lignee del portale sono del 1920. Il progetto in stile liberty della facciata fu eseguito dall'architetto Nicola Simeone di Guardiagrele, che fu attivo in vari altri cantieri della città e di Pescara, con l'architetto Antonino Liberi.
Il convento dei Celestini mostra la sua facciata ancora quasi abbastanza intatta, poco più a sud, su via Modesto Della Porta: un portale gotico ad arco ogivale, con cartiglio in caratteri gotici, e la torre campanaria laterale, però mozzata.

### Descrizione della chiesa
Non sembra che la chiesa sia stata interessata dalle nuove correnti novecentesche, fatta eccezione per gli elementi di gusto Liberty nelle decorazioni della facciata e del prospetto in via Modesto Della Porta. La facciata è decorata alla base centrale da un portale in stile pseudo rinascimentale, con due colonne cilindriche a capitello dorico, e architrave a timpano triangolare. Una cornice marcapiano molto aggettante poggia su coppie di colonne cilindriche a capitello corinzio, tale cornice ha dei fregi in rilievo, e compie un giro sulla facciata creando un perfetto arco a tutto sesto, con chiave di volta centrale; questo grande arco serve a racchiudere sotto di esso, in asse col portale centrale, un monumentale rosone a raggiera, dai caratteri pseudo gotici, i cui raggi compongono come dei petali di fiore.
Oltre la prima trabeazione del cornicione, le coppie di colonne a capitello corinzio ne compongono un'altra, che funge da base di appoggio per i due campanili laterali gemelli, realizzati a mo' di torretta quadrata con la cella campanaria, gli archi a tutto sesto, e una piccola cupoletta sferica sulla sommità. Sopra la chiave di volta dell'arco cieco di facciata, si trova il ricco cornicione superiore con ricchi fregi a motivi floreali e vegetali, dentellatura di fioretti sottostante, e al centro di esso una statua monumentale della Madonna in trono col Bambino nell'atto di benedire.

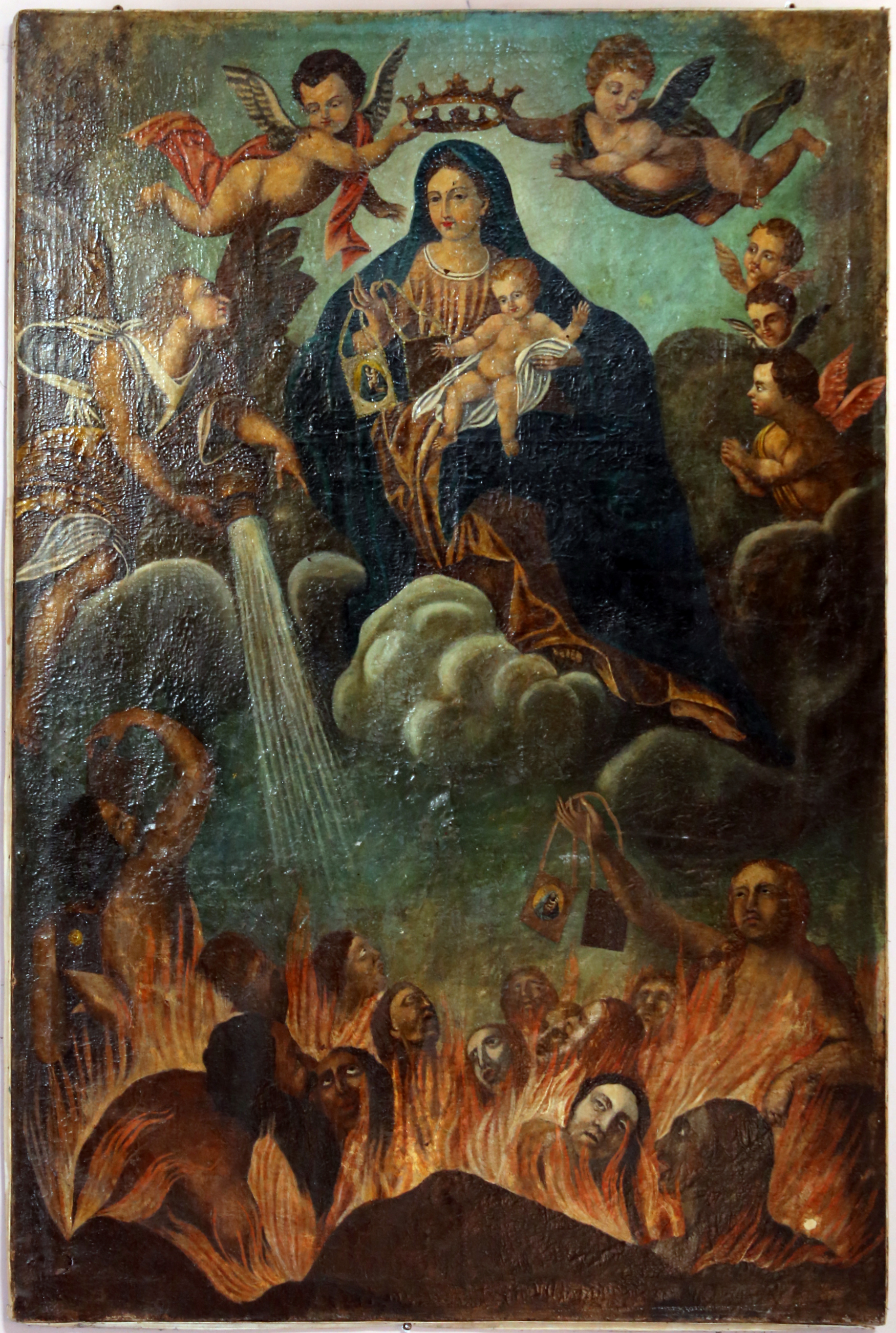
La Madonna del Purgatorio, di Nicola Ranieri

All'interno è a navata unica, presente elementi tardo barocchi della metà del Settecento, di carattere lombardo, anche se molti stucchi policromi appartengono all'epoca ottocentesca. Una trabeazione, aggettante all'altezza delle due cappelle laterali con altari, e dell'arco trionfale che immette al presbiterio, fascia tutto il perimetro di collegamento delle pareti con la volta a botte, da cui scendono lampadari originali, e dove si trovano affreschi. Sulla controfacciata si trova la cantoria con l'organo, coppie di colonne in marmo policromo con capitelli corinzi e di ordine composito decorano l'area del presbiterio, e inquadrano le cappelle, di cui quella accanto al pulpito di sinistra, dedicata alla Vergine del Carmelo, a forma di aula centrale. Il capo altare è formato da un nicchione a tempietto, inquadrato da colonne e architrave di ordine composito.
È conservato un ciclo di dipinti di Fernando Palmerio di Guardiagrele, realizzati fra la fine dell'800 e gli inizi del '900, le Storie della Vergine Addolorata e di San Celestino, ai lati e sul soffitto della navata, oltre che sulla cupola e ai lati dell'edicola centrale del presbiterio.
Essi sono:
- Volta della navata centrale: Veduta di San Pietro, San Pietro riceve la stola dalla Madonna,

Gli altari laterali sono in stucco, a tempietto con timpano triangolare, e ospitano:
- Miracolo di San Pietro Celestino, di Ferdinando Palmerio (controfacciata da destra);
- Quadro della Madonna del Purgatorio, di Nicola Ranieri di Guardiagrele
- Nicchia con la statua di San Nicola di Bari, di Filippo Tenaglia di Orsogna
- La Pentecoste, opera di Ferdinando Palmerio (secondo altare da destra)
- San Gaetano da Thiene, nicchia della parete sinistra

La cupola a scodella ha al centro la Colomba dello Spirito Santo, in gesso dorato, e nei pennacchi i tondi dei Quattro Evangelisti, opera di Palmerio.
Presso l'altare maggiore, si trovano tre nicchie, al centro la Madonna del Carmine, una conocchia vestita con capelli delle devote, ai lati le statue di San Biagio e San Mauro dell'ordine Basiliano, e due tele a parete, quella dell'Assunzione di Maria, opera di Palmerio (1911), e una più moderna, della Madonna tra i due Santi Basiliani.
La grande cappella di San Mauro abate, posta a sinistra, ospita la statua del Santo, nell'altare vi è un moderno Crocifisso.